# بخش دانیلسون، شهرستان میکر، مینه سوتا
بخش دانیلسون (به انگلیسی: Danielson Township) یک منطقهٔ مسکونی در ایالات متحده آمریکا است که در شهرستان میکر، مینه‌سوتا واقع شده‌است.
 بخش دانیلسون ۹۳٫۰ کیلومتر مربع مساحت و ۳۲۷ نفر جمعیت دارد و ۳۵۱ متر بالاتر از سطح دریا واقع شده‌است.